# Стахєєв Володимир Матвійович
Володимир Матвійович Стахєєв (13 грудня 1937) — радянський футболіст, який грав на позиції півзахисника. Відомий за виступами у низці клубів класу «Б». Після закінчення виступів на футбольних полях — дитячий футбольний тренер у Сімферополі.

## Клубна кар'єра
Володимир Стахєєв розпочав займатися футболом у Коктебелі. У 1959 року Стахєєв грав у команді будинку офіцерів міста Луцька, а в 1960 році дебютував у складі команди майстрів класу «Б» «Авангард» з Чернівців. У чернівецькій команді грав до кінця сезону 1961 року, а в 1962 році грав у іншій команді класу «Б» «Нафтовик» з Дрогобича. У 1963 році Володимир Стахєєв став гравцем сімферопольської «Таврії», у складі якої наступного року став переможцем зонального турніру класу «Б», і хоча й команда зайняла лише 4 місце у фінальному турнірі українських команд класу «Б», проте отримала путівку до другої групи класу «А». Проте Стахєєв на початку сезону 1965 року перейшов до команди класу «Б» «Дніпровець» з Дніпродзержинська, за яку грав протягом року. У 1966 році Стахєєв грав за інший клуб класу «Б» «Текмаш» з Костроми. У 1967 році Стахєєв повернувся до Криму, де протягом року грав за аматорський клуб «Коктебель». Після закінчення виступів на футбольних полях Володимир Стахєєв працював у футбольній школі «Таврії», його вихованцями зокрема є Ігор Волков та Костянтин Вихорнов.